# Прапрече (Трбовлє)
Прапрече (словен. Prapreče) — поселення в общині Трбовлє, Засавський регіон, Словенія. Висота над рівнем моря: 411,5 м.